# Kalotina

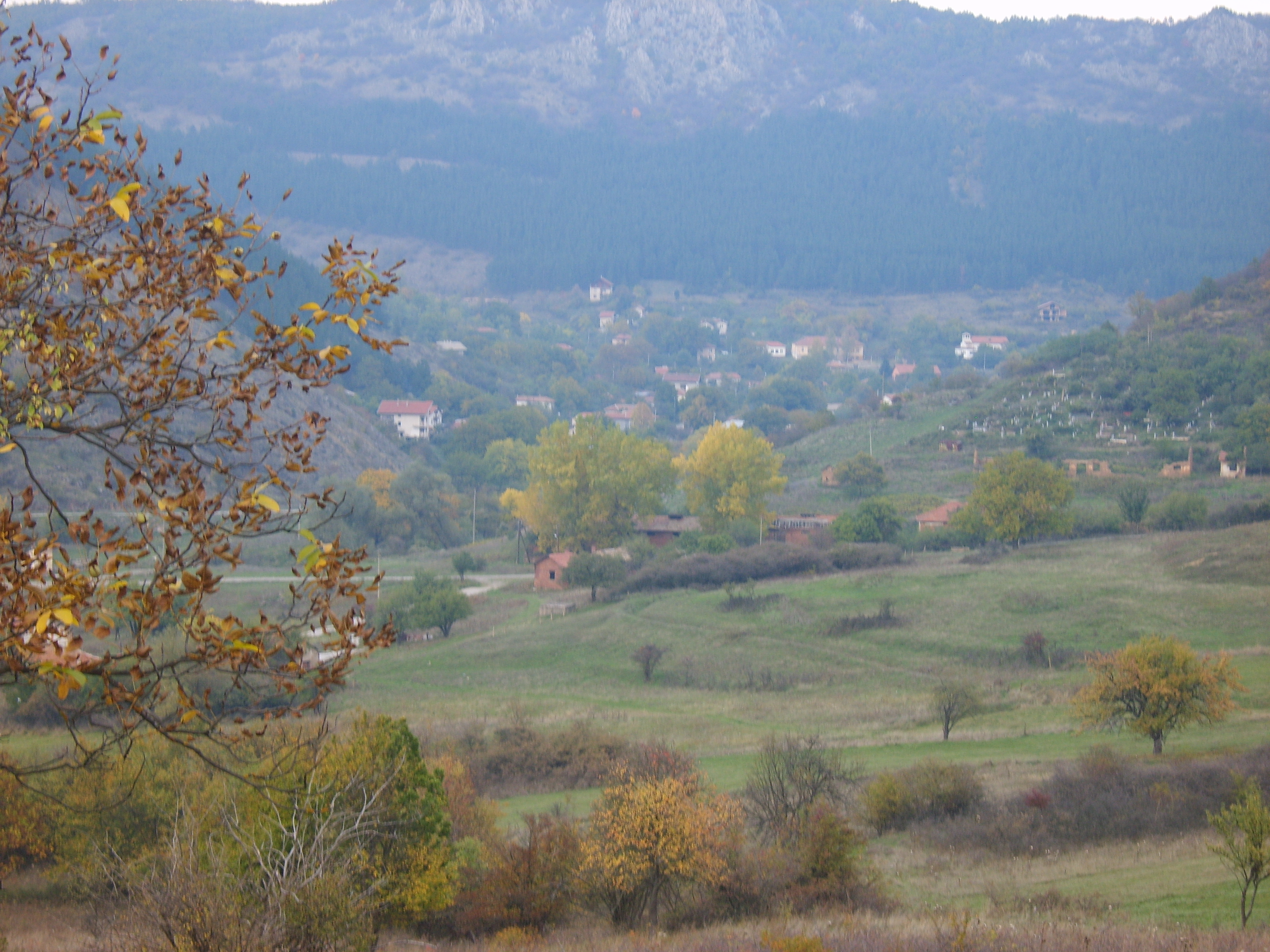
Ausblick auf Kalotina

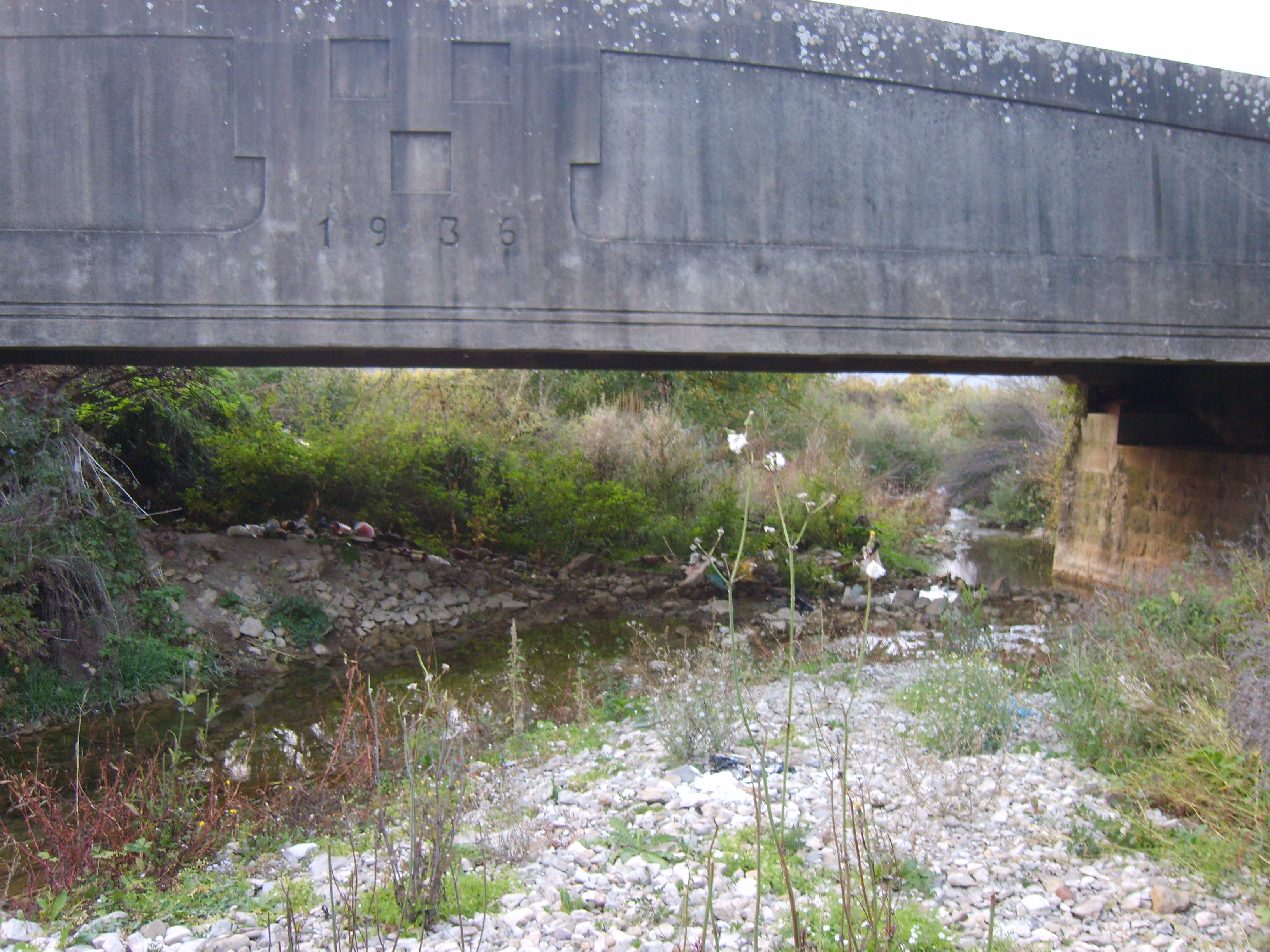
Brücke über den Nischawa-Fluss in Kalotina

Kalotina (bulg. Калотина) ist ein Dorf im äußersten Westen Bulgariens, in der Oblast Sofia, in der Gemeinde Dragoman.
Einen Kilometer westlich des Dorfes liegt der gleichnamige Grenzübergang Kalotina.

## Geographie
Kalotina liegt 54 km nordwestlich von Sofia, 20 km nordwestlich von Sliwniza und 10 km nordwestlich von Dragoman.
Das Dorf liegt an den westlichen Ausläufern des Balkangebirges in einem Talkessel, der von den Gipfeln Gabor, Rawniza Gradischte und Goli Wrach umgeben ist.
Der Name des Dorfes stammt von einer Festung, die in der Nähe lag und zur Bewachung eines Gebirgsüberganges diente. „Kale“ heißt auf Türkisch Festung oder Burg. Das Osmanische Reich hat 500 Jahre lang, bis zum russischen Befreiungskrieg (1878), das heute zu Bulgarien zählende Territorium beherrscht.

## Nischawa
Durch das Dorf fließt das Flüsschen Nischawa, das an den Ausläufern des Balkangebirges, östlich des Gipfels Kom entspringt. Der erste Abschnitt des Flüsschens wird auch als Ginska-Fluss bezeichnet. In der Nähe des serbischen Dorfes Sukovo vereinigt sich der Fluss Erma mit der Nischa. Westlich von Kalotina fließt die Nischa von Bulgarien nach Serbien über die Grenze, um später in die südliche Morawa zu fließen.
Im Dorf mündet das kleinere Flüsschen Eschowiza in die Nischawa.

## Umgebung
50 Meter oberhalb des Flüsschens Nischawa, in der Schlucht Tupaniza gibt es inmitten von fast unzugänglichen nackten Felsen mehrere Höhlen. In dieser Schlucht wurde im 18. oder 19. Jahrhundert ein Felsenkloster erbaut und die Kalksteinhöhlen zu Klosterzellen ausgebaut und untereinander verbunden.
In der Gegend gibt es mehrere Felsenklöster und Felsenkirchen:
- 2 Kilometer westlich des Dorfes Rasboischte (bulg. село Разбоище) liegt die Kirche Sweto Wawedenie Bogoroditschno (bulg.  Свето Въведение Богородично) aus dem 4. bis 6. Jahrhundert;
- das relativ neue Kloster Swete Petka (bulg. Св. Петка) liegt ca. 1 km vom Dorf Tscheparlinzi (bulg. село Чепърлинци) entfernt;
- die mittelalterliche Kirche Sweti Petar i Pawel (bulg. Св. Петър и Павел) aus dem 14. Jahrhundert liegt in der Nähe des Dorfes Berende (bulg. село Беренде), ca. 1 km von Kalotina entfernt; die Kirche wurde zum Kulturdenkmal erklärt.

## Verkehrsanbindung
Von Sofia führt die Nationalstraße 8 über Boschurischte, Sliwniza und Dragoman nach Kalotina und in Serbien als Autobahn A4 weiter nach Dimitrovgrad, Pirot und Niš. Diese Strecke (Sofia – Niš) ist Teil der Europastraße 80 und bildet zugleich den Zweig C des Paneuropäischen Verkehrskorridors X. Der serbische Teil dieses Zweigs ist seit der vollständigen Eröffnung des A4 2019 komplett als Autobahn befahrbar. Der bulgarische Abschnitt wird aktuell zur neuen "Europa"-Autobahn (A6) ausgebaut. Die Freigabe der gesamten Strecke von Sofia bis zum Grenzübergang Kalotina ist für Ende 2021 geplant.

## Geschichte
Die Überreste einer Festung in der Nähe des Dorfes zeugen davon, dass die Thraker die ersten Bewohner des Talkessels waren. Bei Bauarbeiten wurde zufällig ein römisches Grab in der Gegend Gramada entdeckt, das von der Zeit der römischen Herrschaft zeugt, die sich über mehrere Jahrhunderte erstreckte. In der Nähe des Dorfes verlief die Römerstraße Via Militaris, auch Via Diagonalis genannt.

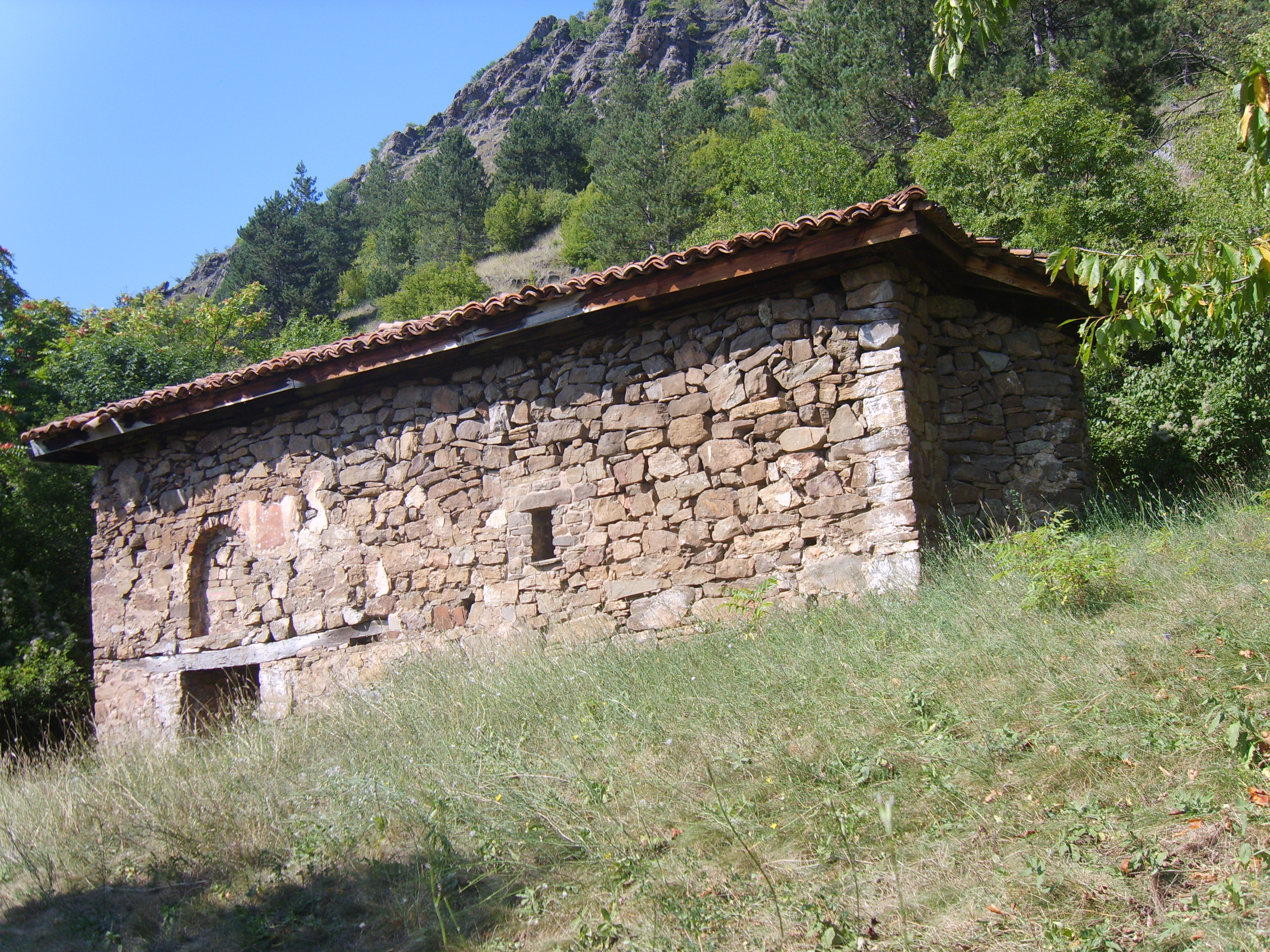
Kirche „Sweti Nikola“

Im Dorf gibt es die mittelalterliche Bojaren-Kirche „Sweti Nikola“ im Viertel Diwina. Wie eine Inschrift besagt, wurde die Kirche im 14. Jahrhundert, während der Herrschaft von Zar Iwan Alexander von örtlichen Feudalherren erbaut – wahrscheinlich in den Jahren 1331 bis 1334 (oder bis 1337). Die Kirche ist klein und unansehnlich (ein Schiff, dreieckige Apsis), jedoch reich mit Wandmalereien dekoriert, die aber nur schlecht erhalten sind. In der Kirche sind Wandmalereien aus dem 16. Jahrhundert erhalten, unter anderem Porträts der Kirchenstifter (in der orthodoxen Kirche werden diese als Ktitor bezeichnet). Über die Stifter ist nichts Genaues mehr bekannt, es handelt sich um einen gewissen Dejan und seine Ehefrau Wladislawa. Eine außen angebrachte Inschrift ist nicht mehr zu entziffern.
Während des Serbisch-Bulgarischen Krieges von 1885/86 wurde das Dorf von serbischen Truppen der Donau-Division besetzt und nach der entscheidenden Schlacht bei Sliwniza von den Bulgaren zurückerobert.
Das Dorf war 1900 das Zentrum einer Gemeinde, die sieben Dörfer umfasste, und hatte 582 Einwohner. 1905 wurde ein weiteres Dorf (Gradine) in die Gemeinde Kalotina eingegliedert. Gradine liegt heute am westlichen Dorfrand.
2005 hatte Kalotina 282 Einwohner. Seit 2013 ist der Ort Namensgeber für die Insel Kalotina Island in der Antarktis.

## Sonstiges
Die Stiftung AWO Bulgarien der AWO Sachsen-Anhalt unterstützte 1998 als Hilfsprojekt ein Kinderheim in Kalotina.